# Ernest Van Humbeeck
Ne doit pas être confondu avec Pierre Van Humbeeck.
Ernest Van Humbeeck, né en 1839 et décédé en 1907, est un architecte belge.
Il s'était formé dans l'atelier polyvalent et très fréquenté du peintre Jean-François Portaels et sans doute aussi dans l'un ou l'autre atelier architectural, ce qui explique sa maîtrise dans les diverses techniques de l'art de bâtir et l'emploi des ferrements déjà connu des maîtres d'œuvre du Moyen Âge pour donner de la légèreté et de la hauteur aux nefs.
Il est principalement connu pour être l'auteur de l'imposant entrepôt royal de Tour et Taxi à Bruxelles (1904 à 1907).
De lui aussi quelques ateliers d'artistes où il démontre sa maîtrise de l'emploi des charpentes métalliques.
Il était apparenté à Pierre Van Humbeeck (Bruxelles, 17 mai 1829-5 juillet 1890) qui fut le premier ministre de l'Instruction publique.

## Réalisations importantes

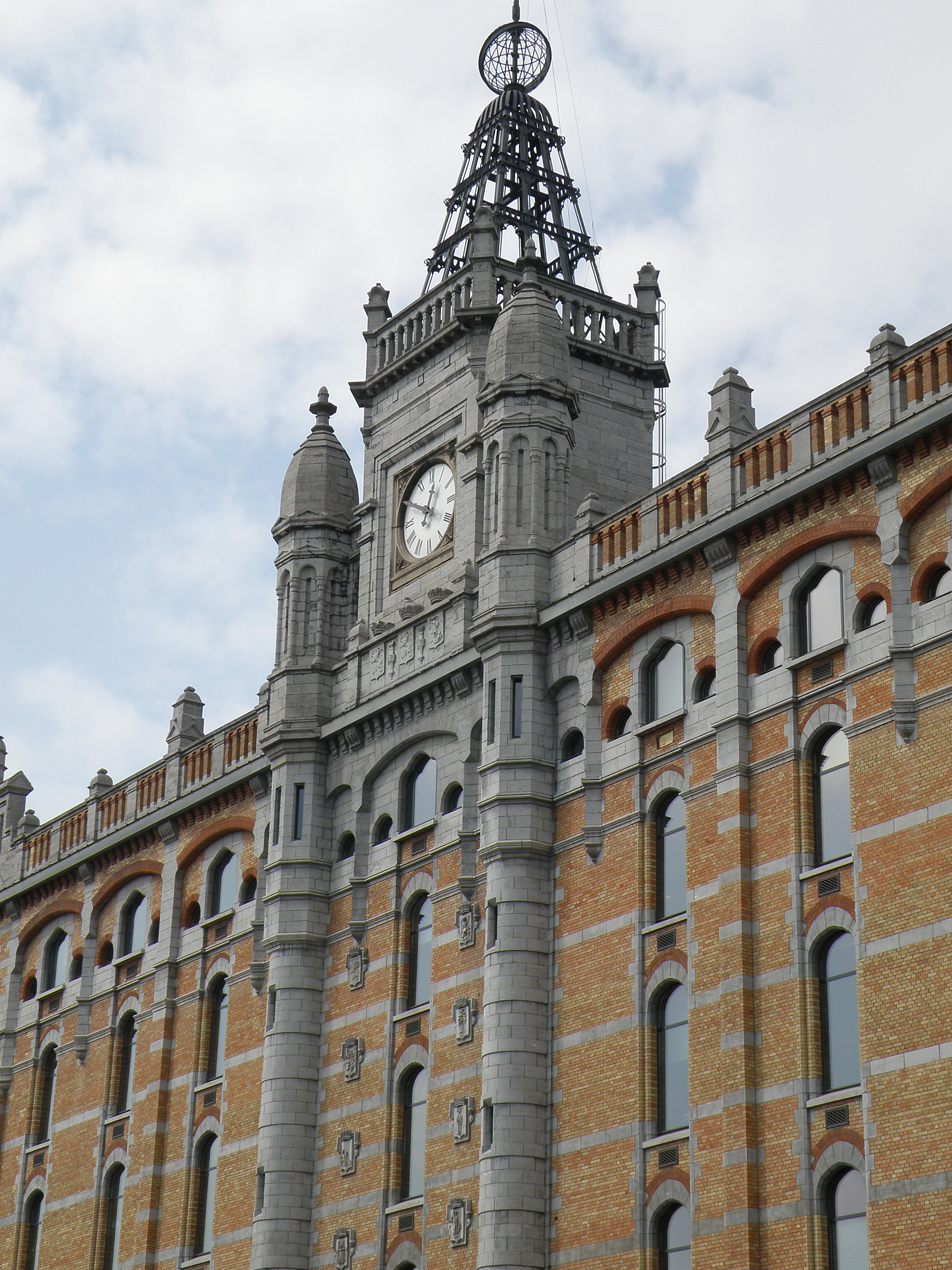
L'Entrepôt royal, sur le site de Tour et Taxis à Bruxelles.

- 1897 : Le pavillon de style arabisant conçu pour abriter le Panorama du Caire d'Émile Wauters pour l'exposition nationale de 1897 dans le domaine du parc du Cinquantenaire à Bruxelles, transformé et réaffecté en 1978 en grande mosquée par l'architecte tunisien Mongi Boubaker[1].
- 1899 : La maison bourgeoise du compositeur Arthur De Greef de style éclectique à façade polychrome, teintée d'Art nouveau, à Saint-Gilles, chaussée de Charleroi 226.
- 1899 : Une maison particulière de style éclectique d'inspiration néo-Renaissance flamande rue Scailquin 24 à Saint-Josse-ten-Noode.
- 1900 : maison de Monsieur Heimann, rue du Monastère, avec ornements en sgraffite de Gabriel Van Dievoet.
- 1904-1907 : Tour et Taxis, Entrepôt royal.
- 1905 : rue Washington 36 à Ixelles, maison et atelier du sculpteur et médailleur Charles Samuel (1862-1938).
- 1912 : Plans de l'athénée Léon Lepage, rue des Riches Claires, 30 à Bruxelles (Succession : Constant Bosmans et Henri Vandeveld).

## Publications
- Atelier de Charles Samuel, statuaire, rue Washington à Bruxelles, dans: L'Émulation, 1900, pl. 45-46.